# Municipio de Yucatan
El municipio de Yucatan (en inglés, Yucatan Township) es un municipio del condado de Houston, Minnesota, Estados Unidos. Tiene una población estimada, a mediados de 2021, de 327 habitantes.

## Geografía
Está ubicado en las coordenadas 43°43′6″N 91°40′57″O / 43.71833, -91.68250. Según la Oficina del Censo de los Estados Unidos, tiene una superficie total de 111.2 km², de la cual 110.7 km² corresponden a tierra firme y 0.5 km² son agua.

## Demografía
Según el censo de 2020, en ese momento había 328 personas residiendo en la región. La densidad de población era de 3.0 hab./km². El 93.29 % de los habitantes eran blancos, el 1.83 % eran de otras razas y el 4.88 % eran de una mezcla de razas. No había hispanos o latinos viviendo en la zona.